# Ду (Рона)
Ду (фр. Doux) је река у Француској. Дуга је 70 km. Улива се у Рону. 